# Motif moléculaire associé aux dégâts
Pour les articles homonymes, voir DAMP.
Les motifs moléculaires associés aux dégâts (DAMP, Damage Associated Molecular Pattern), également connus sous le nom de motifs moléculaires associés au danger, signaux de danger et alarmines, sont des biomolécules de l'hôte qui peuvent causer et perpétuer une réponse inflammatoire à la suite de dégâts cellulaires de nature non infectieuse. En revanche, les motifs moléculaires associés aux agents pathogènes (PAMP, Pathogene Associated Molecular Pattern) initient et perpétuent la réponse inflammatoire induite par les agents pathogènes infectieux. Les DAMP peuvent être des protéines nucléaires ou cytosoliques qui, lorsqu'elles sont libérées de la cellule ou exposées à sa surface, à la suite d'une lésion tissulaire, passent d'un environnement réducteur à un environnement oxydant, entraînant leur dénaturation. Après la nécrose (une sorte de mort cellulaire), l'ADN des cellules tumorales est libéré, avec le potentiel d'être reconnu comme étant un DAMP.
Ces structures sont reconnues par des récepteurs de reconnaissance de motifs moléculaires.

## Historique
Deux articles parus en 1994 laissaient présager une meilleure compréhension de la réaction immunitaire innée, dictant la nature ultérieure de la réponse immunitaire adaptative. Le premier provenait de chirurgiens effectuant des greffes ayant mené un essai prospectif randomisé en double aveugle contre placebo. L'administration de superoxyde dismutase humaine recombinante (rh-SOD) chez des receveurs d'allogreffes rénales cadavériques a montré une survie prolongée du patient et du greffon, ainsi qu'une amélioration des événements de rejet aigu et chronique. Ils ont supposé que l'effet était lié à son action antioxydante sur la lésion initiale de l'allogreffe rénale par ischémie / reperfusion, réduisant ainsi l'immunogénicité de l'allogreffe et des cellules mortes ou stressées. Ainsi, il a été observé que la lésion de reperfusion induite par les radicaux libres contribuait au processus de réponse immunitaire innée et subséquente. Le second article suggérait la possibilité que le système immunitaire détecte le "danger", à travers une série de molécules que nous appelons maintenant les molécules à motifs de lésions associées (DAMP), associées aux dommages, en travaillant de concert avec les signaux positifs et négatifs provenant d'autres tissus. Ainsi, ces deux articles ont ensemble présumé le sens moderne du rôle des DAMP et du rédox passés en revue ici, importants apparemment pour la résistance contre les agents pathogènes chez les plantes et les animaux et pour la réponse aux dommages causés aux cellules. Bien que de nombreux immunologues aient déjà noté que divers "signaux de danger" pouvaient être à l'origine de réponses immunitaires innées, le "DAMP" a été décrit pour la première fois par Seong et Matzinger en 2004.

## Classification des DAMPs
Dans l’ensemble, les DAMP constituent un groupe de molécules plutôt hétérogène partageant des caractéristiques communes. Ils sont  dérivés de l'hôte et non d'un pathogène ou de l'environnement et induisent une réponse immunitaire innée.
Afin de reconnaître leur hétérogénéité, les DAMP ont récemment été sous-classés en DAMP continus (cDAMP) et DAMP inductibles (iDAMP) ,. Dans cette classification, les DAMPs continus sont des molécules intracellulaires qui ne sont pas présentes dans la circulation dans des conditions non pathologiques et sont libérées sans modifications en cas de dommages cellulaires. Les DAMPs inductibles sont des molécules sécrétées et/ou induites, libérées par des cellules mourantes et ont été proposées pour refléter diverses voies de stress et de dommages activées pendant le stress . Les DAMP sont hétérogènes dans leur origine et leur fonction. Pourtant, ils induisent une inflammation stérile plutôt homogène qui implique également la libération de cytokines, le recrutement de neutrophiles et l’induction de l’immunité des lymphocytes T, au même titre que la réponse provoquée par les PAMP . Le groupe récemment classé des motifss moléculaires associés aux modes de vie (LAMP) est constitué de molécules augmentées du mode de vie occidental qui induisent une inflammation stérile. Ceux-ci sont distincts des DAMP car ils ne peuvent pas être éliminés et, s’ils persistent, conduisent à une inflammation chronique. Ce groupe comprend le cholestérol, l'urate monosodique ou les LDL oxydés et autres .

## Motif moléculaire associé aux dégâts et cancer
L'immunogénicité des cellules malignes a récemment été reconnue comme un déterminant essentiel de l'efficacité du traitement du cancer. Ainsi, outre le développement de schémas thérapeutiques immunostimulateurs directs, notamment des vaccins à base de cellules dendritiques, des thérapies de blocage de points de contrôle et le transfert adoptif de lymphocytes T, les chercheurs ont commencé à se concentrer sur l’immunobiologie globale des cellules néoplasiques. Il est désormais clair que les cellules cancéreuses peuvent succomber à certaines thérapies anticancéreuses en subissant une forme particulière de mort cellulaire caractérisée par un potentiel immunogène accru, en raison de l’émission de motif moléculaire associé aux dégâts. L'émission de DAMP et d'autres facteurs immunostimulateurs par les cellules succombant à la mort cellulaire immunogène favorise l'établissement d'une interface productive avec le système immunitaire.

## Exemples
Les DAMP varient considérablement en fonction du type de cellule (épithéliale ou mésenchymateuse) et du tissu lésé. Les protéines DAMP comprennent les protéines intracellulaires, telles que les protéines de choc thermique ou HMGB1  (groupe à forte mobilité box 1), et les protéines dérivées de la matrice extracellulaire générées à la suite de lésions tissulaires, telles que des fragments d'acide hyaluronique. Des exemples de DAMP non protéiques comprennent l'ATP, l'acide urique,, le sulfate d'héparine et l'ADN.

### HMGB1
La HMGB1 (High Mobility Group Box 1) est une protéine sécrétée sans leader (LSP) associée à la chromatine, prototypique, sécrétée en particulier par les cellules hématopoïétiques via une voie médiée par le lysosome. HMGB1 est un médiateur majeur du choc endotoxinique (dû au LPS ou lipopolysaccharide) et est reconnu comme étant un DAMP par certaines cellules immunitaires, déclenchant une réponse inflammatoire. Les récepteurs connus pour HMGB1 incluent TLR2, TLR4 et RAGE (récepteur pour les produits terminaux de la glycation avancée). HMGB1 peut induire la maturation des cellules dendritiques via une régulation positive de CD80, CD83, CD86 et CD11c, entraînant la production d'autres cytokines pro-inflammatoires dans les cellules myéloïdes (IL-1, TNF-a, IL-6, IL-8) et pouvant entraîner une augmentation de l'expression des molécules d'adhésion cellulaire (ICAM-1, VCAM-1) sur les cellules endothéliales.

### ADN et ARN
La présence d'ADN ailleurs que dans le noyau ou les mitochondries est perçue comme un DAMP et déclenche des réponses à médiation par TLR9 et DAI(ZBP1) qui stimulent l'activation cellulaire et l'immunoréactivité. Dans certains tissus tels que l’intestin, l’ADN inhibe la réponse immunitaire. De même, les ARN endommagés libérés par les kératinocytes exposés aux UVB activent le TLR3 sur les kératinocytes intacts. L'activation de TLR3 stimule la production de TNF-alpha et d'IL-6, à l'origine de l'inflammation cutanée associée aux coups de soleil.

### Protéines S100
S100 est une famille multigénique de protéines modulées par le calcium impliquées dans les activités de régulation intracellulaire et extracellulaire en lien avec le cancer et les lésions tissulaires, en particulier neuronales,,,,,.

### Métabolites de la purine
Les nucléotides (par exemple l'ATP) et les nucléosides (par exemple l'adénosine) qui ont atteint l'espace extracellulaire peuvent également servir de signaux de danger en transmettant des signaux à travers des récepteurs purinergiques. L'ATP et l'adénosine sont libérés à des concentrations élevées après une perturbation catastrophique de la cellule, comme cela se produit lors de la mort cellulaire nécrotique. L'ATP extracellulaire déclenche la dégranulation des mastocytes par la signalisation via les récepteurs P2X7,,. De même, l'adénosine déclenche la dégranulation par les récepteurs de l'adénosine P1. L'acide urique est également un signal de danger endogène libéré par les cellules blessées.

### Mono et polysaccharides
La capacité du système immunitaire à reconnaître les fragments d'acide hyaluronique est un exemple montrant que les DAMP peuvent être composés de sucres.

## Cibles cliniques dans diverses pathologies
Théoriquement, l'application de traitements dans ce domaine pour traiter des troubles tels que l'arthrite, le cancer, l'ischémie-reperfusion, l'infarctus du myocarde et les accidents vasculaires cérébraux pourrait inclure les options suivantes :
1. Prévention de la libération de DAMP [thérapies proapoptotiques; les platines; pyruvate d'éthyle];
2. Neutralisation ou blocage extracellulaire des DAMP [anti-HMGB1; la rasburicase; les RAGE, etc.];
3. Blocage des récepteurs DAMP ou de leur signalisation [antagonistes des petites molécules de RAGE, les antagonistes de TLR4, anticorps anti-DAMP-R].